# Arturo Dazzi
Arturo Dazzi (Carrara, 13 luglio 1881 – Pisa, 16 ottobre 1966) è stato uno scultore e pittore italiano.

## Biografia

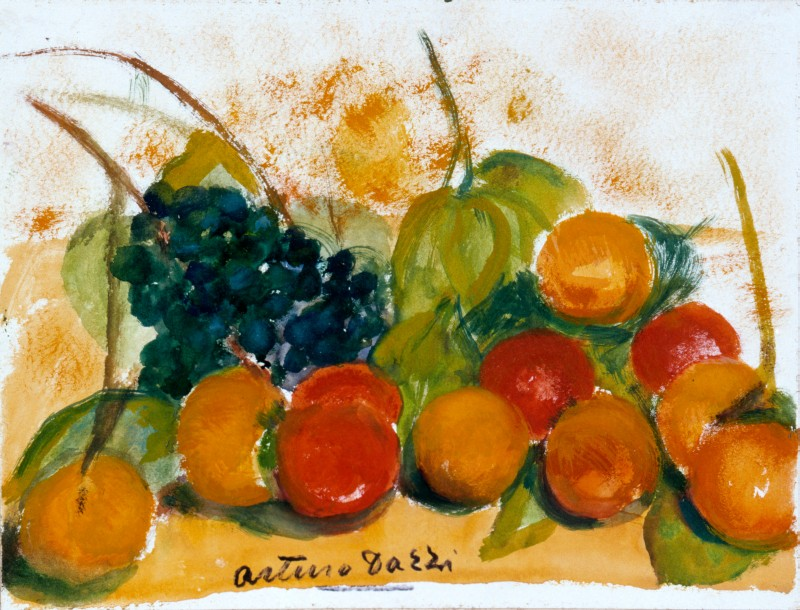
Natura morta, 1965 circa

Figlio di Lorenzo e di Amalia Castelpoggi, Arturo Dazzi nasce a Carrara nel 1881. Rimasto molto presto orfano del padre, concessionario di cave e di un laboratorio per la lavorazione del marmo, giovanissimo quindi comincia a lavorare nella bottega dello zio come apprendista scalpellino sbozzatore. 
Il marmo sarà materia cui rimane legato tutta la vita. Questo spiega la sua inclinazione "verso un'esaltazione dei valori formali e verso una definizione plastica allo stesso modo vigorosa e salda di essi" Sarà il marmo stesso a favorime l'attitudine a "far grande" e ad interpretare la scultura per via architettonica.
Nel  1892 si iscrive all'Accademia di Belle Arti di Carrara dove segue i corsi di Lio Gangeri fino al 1899 ed è compagno di studi di Alterige Giorgi; in Accademia, grazie all'impostazione degli studi sull'arte rinascimentale, la sua formazione artistica trova fondamento per il lavoro futuro.
Dopo il diploma, grazie all'acquisizione di una borsa di studio triennale, Dazzi nel 1901 si trasferisce a Roma. Osserva con partecipazione ed interesse le novità culturali sia nel campo della scultura che in quello della pittura del primo Novecento, e inizia subito a ricevere riconoscimenti al suo valore di artista.
Il 4 giugno 1907 è iniziato in Massoneria nella Loggia Fantiscritti di Carrara.
Nel 1930 risulta insegnante di scultura in marmo presso l'Accademia di belle arti di Carrara, sarà il maestro degli scultori Luigi Venturini e Giorgio Salvi.
Sue opere monumenti tra cui a Roma un obelisco.

## Le opere
Nell'opera complessiva del Dazzi, specialmente quella anteriore alla prima guerra mondiale e quella del decennio successivo, sono preminenti le tematiche di carattere sociale e verista, già toccate da scultori come il belga Constantin Meunier, il francese Émile-Antoine Bourdelle, l'italiano Vincenzo Vela. 

È in questo filone compositivo che il Dazzi espone alla Dodicesima Esposizione d'arte a Venezia del 1920 una testa in marmo rosa dal titolo Serafina: il critico d'arte Francesco Sapori descriveva l'opera esposta con le seguenti parole: «il primo (Dazzi) seguita a far ritratti con volumi ingranditi, con verismo largo di mosse, musicale di piani. Nato a lottare col marmo, egli ha fatto scaturire da un blocco color di rosa la testa sonante di "Serafina"».
Una delle sue prime opere, I costruttori, è acquistata dalla Galleria Nazionale d'Arte Moderna, e nel 1908 viene chiamato a realizzare la statua del giurista Cardinal De Luca, che si può osservare ancora oggi nel Palazzo di Giustizia di Roma. 

Nel 1912 esegue il fregio della Cappella Martini nel Cimitero monumentale della Certosa di Bologna. Prende parte alle edizioni dell'Esposizione Nazionale d'Arte Giovanile di Napoli del 1912 e 1913 ed espone alla Biennale di Venezia del 1914 dei lavori che mostrano il suo interesse, ma la non sua completa adesione, ai moduli liberty.
Negli anni tra il 1918 ed il 1926 vince numerosi concorsi ed esegue lavori di decorazione per l'architetto Piacentini; realizza inoltre numerosi Monumenti ai Caduti in diverse città d'Italia, tra cui quello di Genova, progettato con lo stesso Piacentini ed inaugurato nel 1931.
Da citare anche una serie di opere eseguite fra il 1922 e il 1930, tra cui Antonella, Sogno di Bimba e il Cavallino, celebre scultura esposta alla Biennale di Venezia del 1928 e acquistato dalla Galleria d'arte moderna di Roma Capitale.

Si susseguono per lui incarichi prestigiosi e riconoscimenti in tutta Italia.
La sua attitudine di scultore abile a conciliare la tradizione classica con la semplificazione moderna era in lui manifesta già ben anteriore al periodo fascista. 

Tuttavia il regime colse l'occasione di valersene per assecondare gli aspetti più vistosi di un retorico gigantismo.

Negli anni 1931-32 scolpisce il colosso marmoreo di Piazza della Vittoria a Brescia, il Bigio (così come fu popolarmente chiamato, benché dovesse rappresentare l'Era fascista). Il colosso, alto 7,50 metri (nove con lo zoccolo), definito come l'apice dell'abilità espressiva dell'artista, è stato rimosso nel 1945 poiché interpretato come simbolo del regime e trasportato in un magazzino comunale, dove si trova tuttora.
Dazzi dimostra anche interesse alla pittura, tanto che, nel 1935, in occasione della II Quadriennale romana partecipa con una cera e diciannove dipinti ad olio.
Per meriti artistici è nominato Accademico nel 1937.
Nello stesso anno inizia il progetto della Stele Marconi da erigere nella piazza principale dell'EUR di Roma; in cemento, l'obelisco di piazza Marconi è rivestito da 92 pannelli in marmo di Luni, e la sua travagliata esecuzione si protrarrà dal 1937 al 1959, anno in cui l'opera viene inaugurata per i Giochi olimpici.
La sua scultura Adolescente viene esposta con successo alla mostra sull'arte italiana a Berna del 1938.
Negli anni che precedettero la seconda guerra mondiale lavora anche, con Gaetano Rapisardi, al progetto del Mausoleo di Ciano a Livorno. La statua di 13 metri è stata realizzata solo in parte ed è rimasta incompiuta sull'Isola Santo Stefano, nell'arcipelago della Maddalena, non giungendo mai a destinazione a causa della guerra.
Dopo la guerra fa ritorno nella sua villa di Forte dei Marmi, dove si era stabilito nel 1925. È questo per lui un periodo d'isolamento e di crisi anche a causa di motivi di salute, da cui riesce a risollevarsi tornando a disegnare scolpire e dipingere.
Dal 1948 al 1950 è incaricato della cattedra di scultura all'Accademia di Belle Arti di Carrara ma, grazie alla notevole fama che lo accompagna e l'indiscussa competenza, svolge anche un ruolo di supervisione su tutte le branche artistiche dell'Accademia. 
Nel 1952, invitato alla Biennale veneziana, vi espone il ritratto ligneo di Malaparte; peraltro il ritratto non piacque allo scrittore e fu causa della rottura della loro amicizia.
Nel 1958 realizza l'altorilievo per facciata della Basilica di San Giovanni Bosco al Tuscolano, a Roma, su commissione dell'architetto Rapisardi.
Tra le sue ultime opere sono il Monumento a San Francesco di Vittoria Apuana (1962) ed il Dante di Mulazzo (1966), posto in occasione delle celebrazioni dantesche del 1965. Collocata proprio sotto la cosiddetta Torre di Dante, la statua, in marmo bianco di Carrara, fu commissionata dal dantista (allora sindaco del borgo) Livio Galanti, cui è dedicato il Museo dantesco lunigianese.
Fra gli altri suoi allievi, il pittore Gualtiero Passani (Carrara 1926), fondatore del "Sodalizio Artistico delle Arti Figurative", con il quale ha avuto una costante frequentazione negli anni successivi, principalmente nella villa che il Dazzi possedeva nei pressi del Cinquale e dove aveva lo studio.

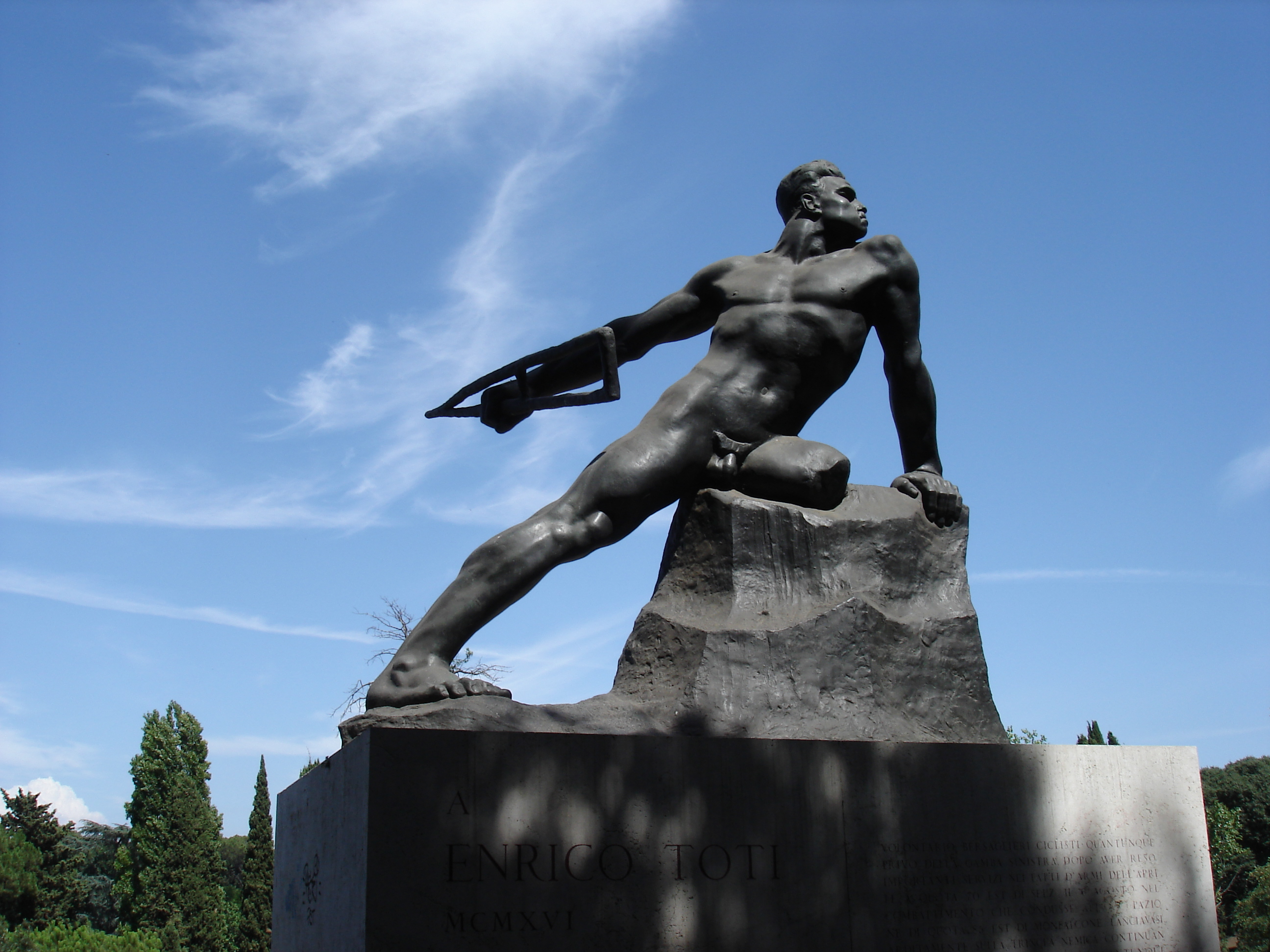
Monumento a Enrico Toti (1922), Roma
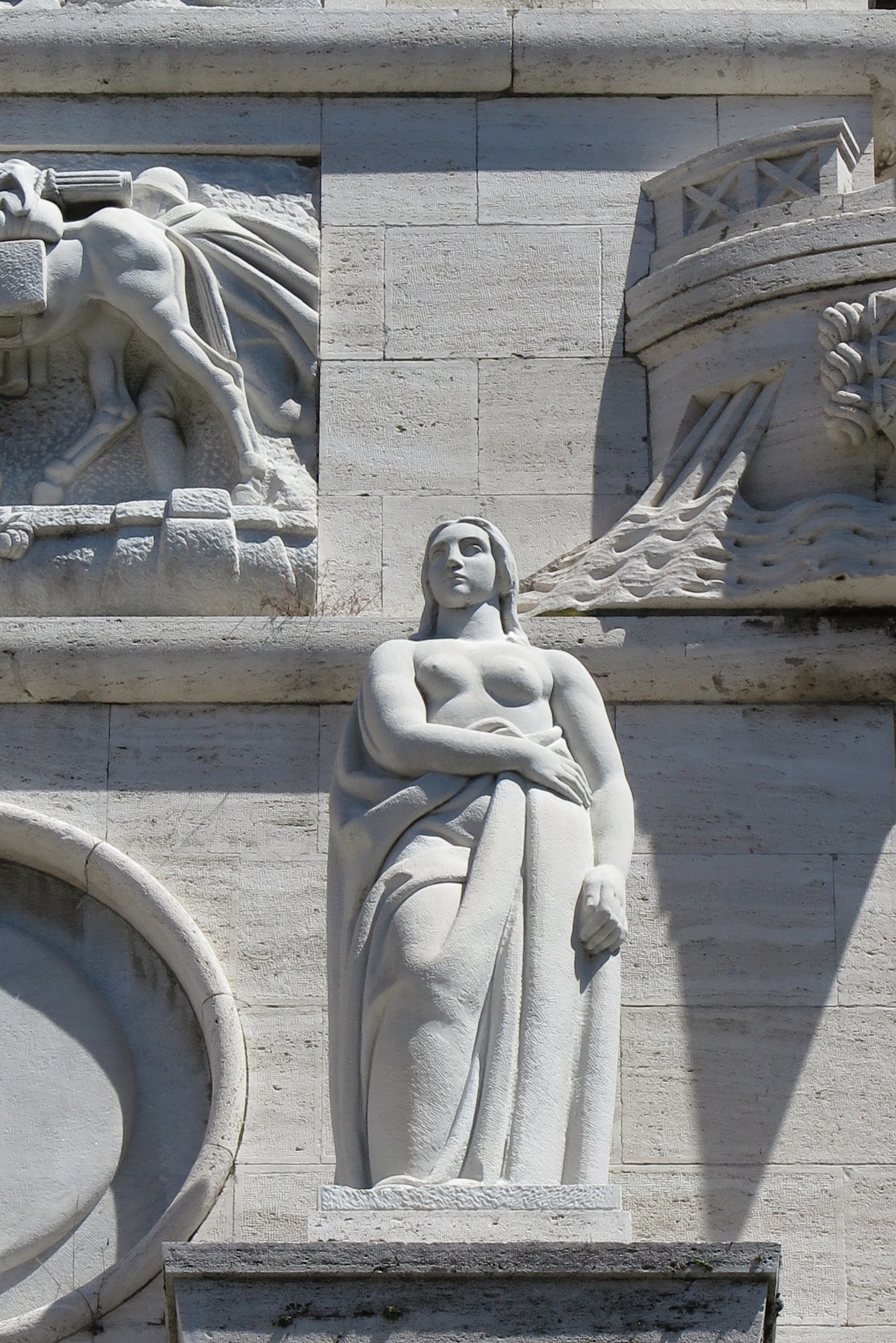
Arco dei Caduti (1931) Genova
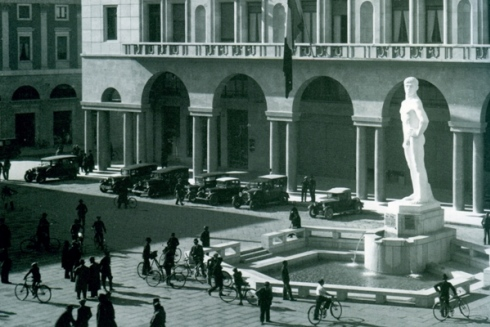
Il Bigio Colosso per la fontana di piazza della Vittoria, (1932), Brescia
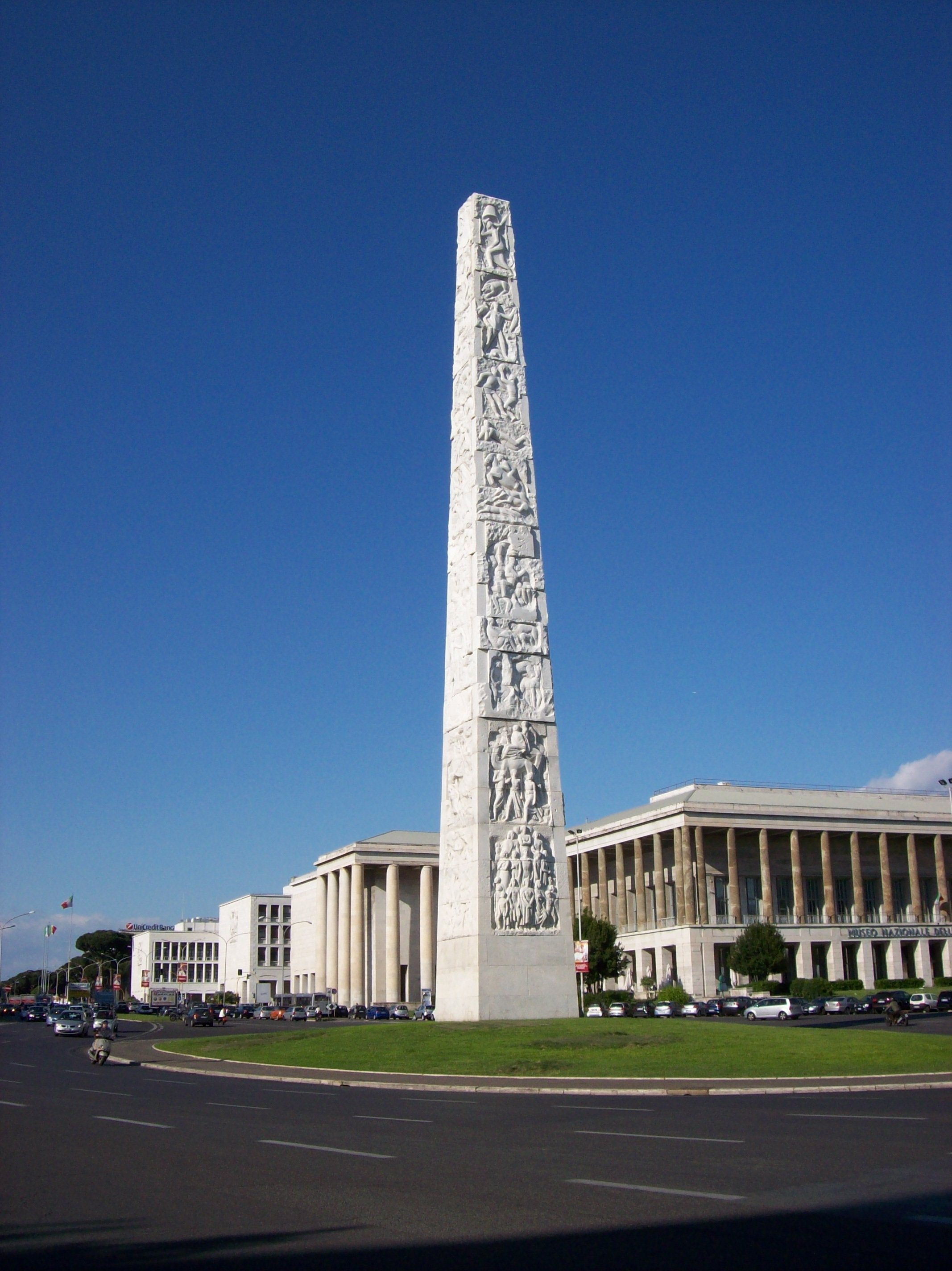
Obelisco di Marconi (1939-1959), Roma EUR
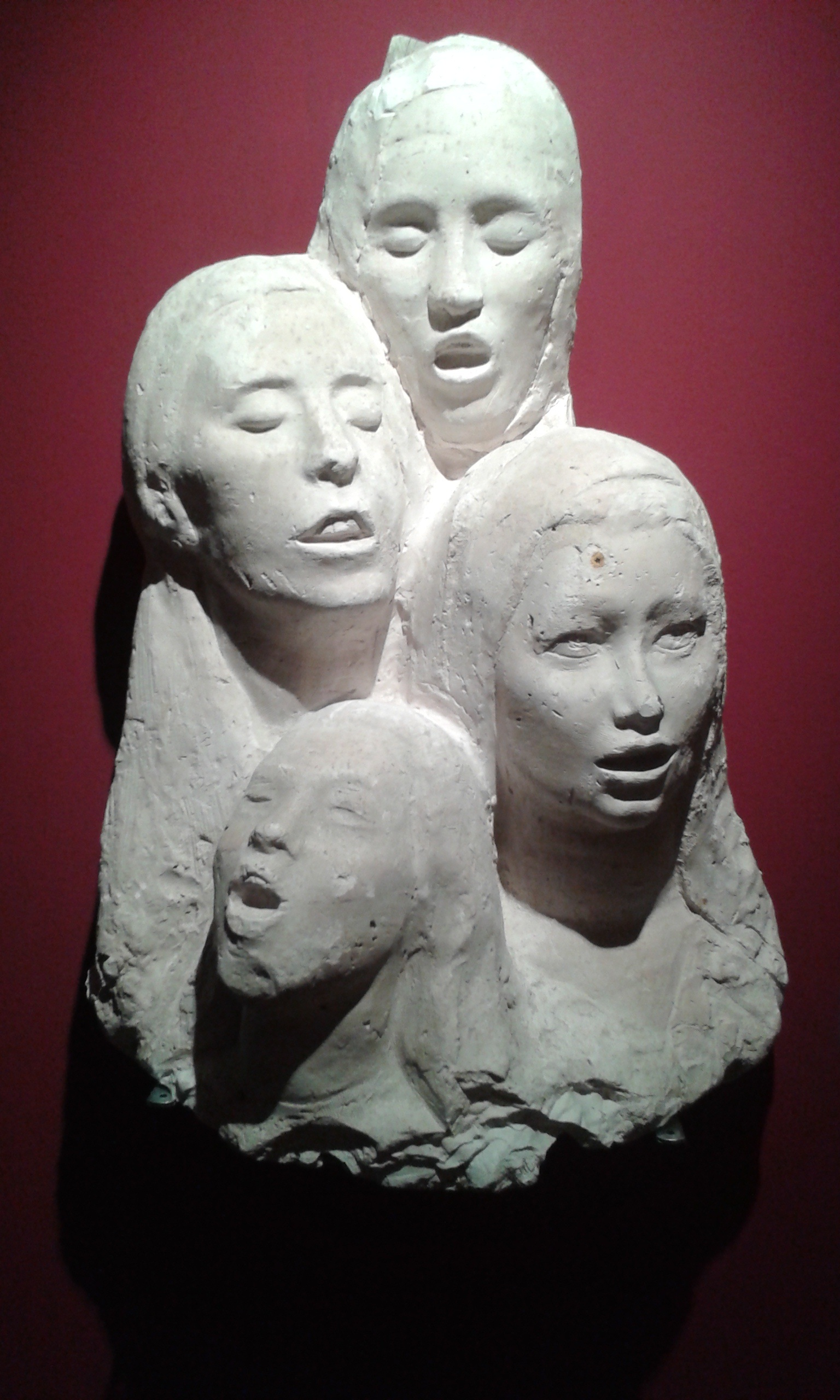
Coro Forte dei Marmi
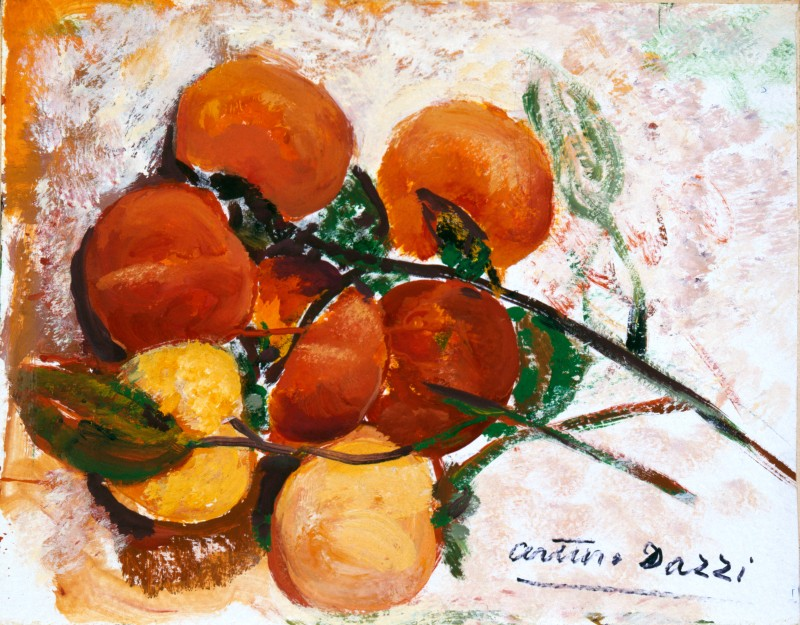
Natura morta